# 普斯陶圣拉斯洛
普斯陶圣拉斯洛（匈牙利語：Pusztaszentlászló）是匈牙利佐洛州所辖的一个村，总面积10.34平方公里，总人口620，人口密度60.0人/平方公里（2010年1月1日）。